# Setzu
Setzu (en sard, Setzu) és un municipi italià, dins de la província de Sardenya del Sud. L'any 2007 tenia 166 habitants. Es troba a la regió de Marmilla. Limita amb els municipis de Genoni, Genuri, Gesturi, Tuili i Turri.

## Administració
| Període | Identitat       | Partit        |
| ------- | --------------- | ------------- |
| 2005-   | Anna Rita Cotza | Llista cívica |